# Kristina Jørgensen
Kristina Jørgensen (Horsens, 18 de janeiro de 1998) é uma jogadora de handebol dinamarquesa.

## Carreira
Ela se tornou uma jogadora de primeira divisão, quando foi promovida ao seu clube Skanderborg Håndbold em sua primeira temporada sênior. Depois de impressionar na temporada seguinte, onde foi a artilheira do clube com 113 gols na temporada 16/17, ela assinou com o principal clube dinamarquês Viborg HK. Ela tinha inicialmente um contrato de dois anos, que foi estendido apesar das ofertas de outros clubes dinamarqueses. Em novembro de 2019, ela estendeu seu contrato com o Viborg HK até 2022, após ter recebido ofertas de outros grandes clubes da Dinamarca.
Ela representou a Dinamarca no Campeonato Mundial Feminino de Handebol de 2017, na Alemanha. Ela também representou a Dinamarca no Campeonato Europeu Feminino de Handebol Sub-17 de 2015, na Macedônia, levando ao troféu.
Nos Jogos Olímpicos de Verão de 2024, em Paris, conquistou a medalha de bronze no torneio feminino do handebol, após vencer a equipe sueca por 30–25 na disputa pelo terceiro lugar.